# Ireducibilní ideál
Ireducibilní ideál je pojem komutativní algebry. Rozumí se jím takový ideál {\displaystyle I} komutativního okruhu {\displaystyle R}, který není možné vyjádřit jako průnik dvou od něj různých ideálů.

## Příklady
- Každý prvoideál je ireducibilní
- V oboru integrity celých čísel {\displaystyle \mathbb {Z} } je hlavní ideál prvku 5 ireducibilní, ale hlavní ideál prvku 6 není ireducibilní, protože platí {\displaystyle 6\mathbb {Z} =3\mathbb {Z} \cap 2\mathbb {Z} }.

## Vlastnosti
- V komutativním noetherovském okruhu je každý ireducibilní ideál primárním ideálem.[1]